# Elenia żółtobrzucha
Elenia żółtobrzucha (Elaenia flavogaster) – gatunek małego, osiadłego ptaka z rodziny tyrankowatych (Tyrannidae). Zasiedla północną i środkową część Ameryki Południowej, Amerykę Środkową oraz południowo-wschodni Meksyk. Nie jest zagrożony wyginięciem.

## Podgatunki i zasięg występowania
Wyróżnia się cztery podgatunki E. flavogaster:
- E. f. subpagana P. L. Sclater, 1860 – południowo-wschodni Meksyk do Kostaryki, Coiba (południowo-zachodnia Panama)
- E. f. pallididorsalis Aldrich, 1937 – Panama
- E. f. flavogaster (Thunberg, 1822) – Kolumbia, Wenezuela, Trynidad i Małe Antyle, region Gujana, Brazylia (oprócz zachodniej i środkowej Amazonii), południowo-wschodnie Peru, Boliwia, Paragwaj i północno-wschodnia Argentyna
- E. f. semipagana P. L. Sclater, 1862 – południowo-zachodnia Kolumbia, zachodni i południowy Ekwador oraz północno-zachodnie Peru

## Charakterystyka
Elenię żółtobrzuchą łatwo rozpoznać po charakterystycznym głosie i czubie. Mierzy ona 17 cm, osiąga masę ciała 20–30 g. Wierzch ciała oliwkowobrązowy, spód bladożółty. Na skrzydle dwa białe paski.

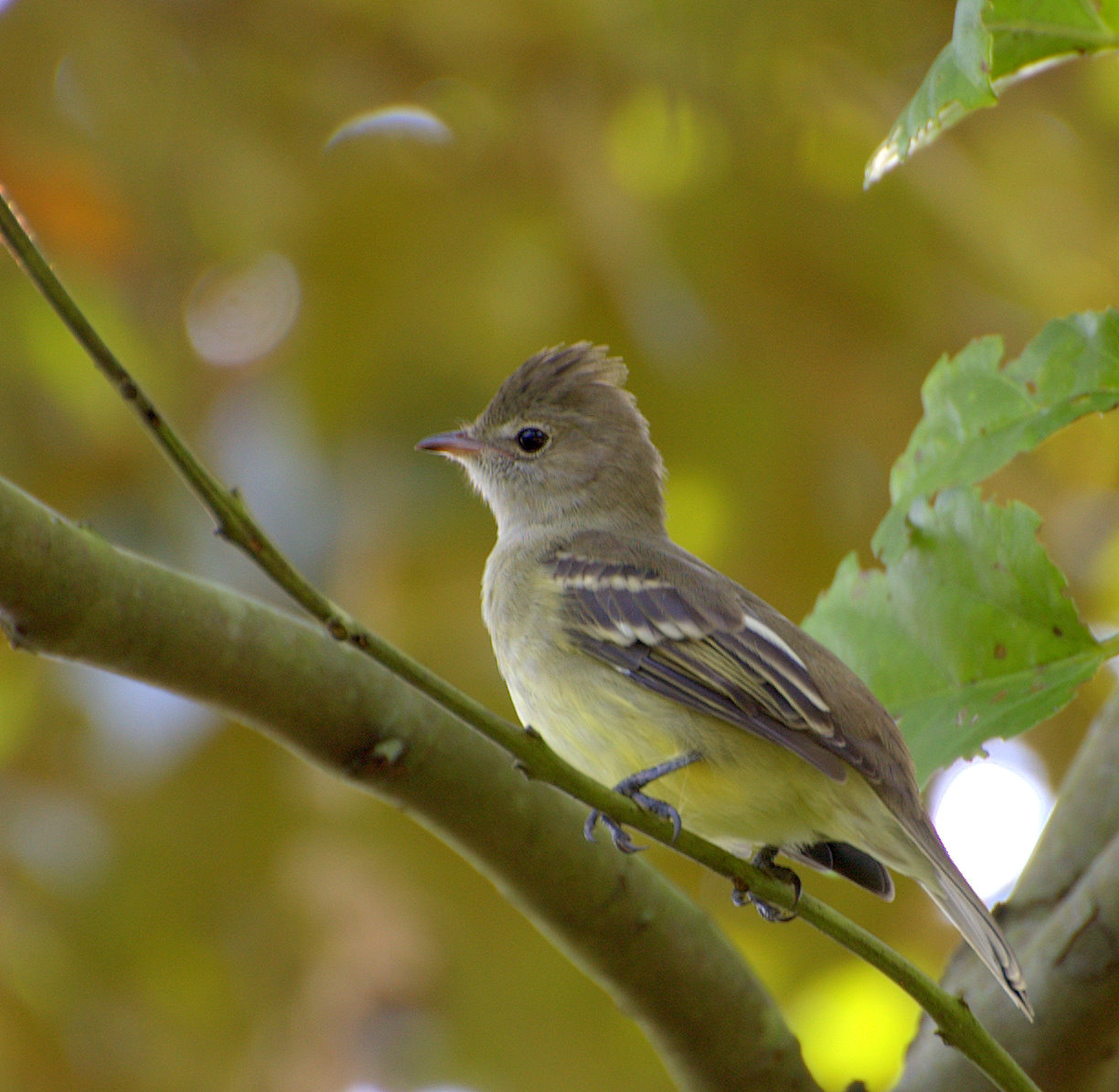
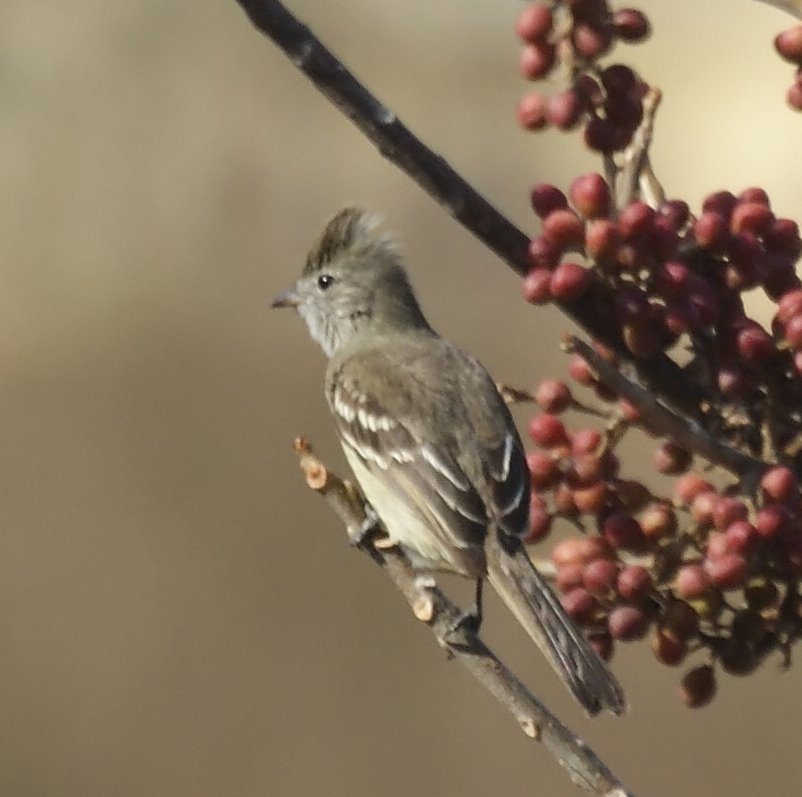

## Ekologia i zachowanie
Środowiskiem życia tego gatunku są niegęste lasy, zadrzewienia wtórne, zarośla i sawanny.
Pożywienie stanowią owady i drobne owoce.
Gniazdo czarkowate, zbudowane zazwyczaj na niskiej gałęzi. 2 płowożółte jaja wysiadywane są przez 16 dni.

## Status
W Czerwonej księdze gatunków zagrożonych IUCN elenia żółtobrzucha klasyfikowana jest jako gatunek najmniejszej troski (LC, Least Concern) nieprzerwanie od 1988 roku. Liczebność światowej populacji, według szacunków organizacji Partners in Flight z 2008 roku, mieści się w przedziale 5–50 milionów osobników. Trend liczebności populacji uznawany jest za stabilny.